# Marcus Antonius Creticus
Marcus Antonius Creticus (i. e. 115 – Kréta, i. e. 74.) római politikus, hadvezér, a plebejus Antonia gensbe tartozó híres szónok Marcus Antonius Orator idősebbik fia, Caius Antonius Hybrida fivére, a triumvir Marcus és fivérei, Caius és Lucius Antonius apja volt.
Életéről keveset tudunk. i. e. 75-ben lett praetor, majd a következő évben Publius Cornelius Cethegus és Caius Aurelius Cotta consul javaslatára kinevezték a flotta főparancsnokává, és rendkívüli teljhatalmat kapott a Földközi-tenger partvidékére a kereskedelmet megbénító kalózok ellen. Ő azonban a hadjárat helyett saját meggazdagodása érdekében tevékenykedett, elsősorban Szicíliát sanyargatta. Végül Kréta szigete mellett intézett támadást a kalózok hadihajói ellen, és bár jelentős erőkkel rendelkezett – többek között Büzantion városa is segítette őt – katasztrofális vereséget szenvedett. A római hajók zöme elpusztult, és feltehetően Antonius is csak busás fizetség ellenében menthette meg az életét. Veresége után kapta a Creticus (krétai) ragadványnevet. Nem sokkal a kudarc után elhunyt Krétán.
Kétszer nősült: első feleségétől, Numitoriától nem született gyermeke, második választottja pedig Julia volt.